# Folgers
Folgers Coffee is een koffiemerk in de Verenigde Staten en was van 1963 tot 2008 een onderdeel van Procter & Gamble. In 2008 verkocht P&G het aan The J.M. Smucker Co.
Folger Coffee Company werd opgericht door J. A. Folger in San Francisco, Californië in de 19e eeuw. Folger was hiernaartoe verhuisd vanuit Nantucket Island, Massachusetts tijdens de Californische goldrush. Onder de leiding van zijn achterkleinkind Peter Folger werd het een van de grootste koffiebedrijven van Noord-Amerika.

## Voetnoten
1. ↑  "The J.M. Smucker Company to Merge P&G's Folgers Business". Persbericht, 4 juni 2008
2. ↑  (en) Newhall, Ruth Waldo (1961) The Folger Way. Coffee Pioneering since 1850